# Сепони Норд (Казерта)
Сепони Норд је насеље у Италији у округу Казерта, региону Кампанија.
Према процени из 2011. у насељу је живело 138 становника. Насеље се налази на надморској висини од 1 м.